# Publio Elio Valente
Publio Elio Valente (fl. III secolo) è stato un politico romano, governatore di Sardegna e Corsica dal 245 al 248.

## Biografia
Publio Elio Valente fu nominato governatore della provincia di Sardegna e Corsica sotto Filippo l'Arabo nel 245 e mantenne tale incarico fino al 248. Le notizie del governatore romano ci provengono esclusivamente dalle iscrizioni sulle miliari in cui si fa riferimento ad esso come curante, supervisore dei lavori di restauro della strada (quali la via da Nora a Bithia, da Turris Lybisonis a Carales, da Carales a Olbia) ed egregio viro, titolo che si ritrova spesso nei miliari Sardi riferito al governatore. Sotto il suo mandato fu intrapresa la ristrutturazione di parte del Sistema Viario Sardo.